# Парк «Боевой славы» (Ташкент)
Парк боевой славы (узб. Жасорат боги) — парк Ташкента, открытый в мае 1975 года в честь 30-летия Победы в Великой Отечественной войне. Парк располагался перед зданием Музея истории ТуркВО.
В парке под открытым небом располагалась различная военная техника — самолёты Миг-15 и Миг-21, «Катюша», танки, ракеты и пушки, причем все экспонаты были открыты для свободного доступа посетителей парка.
В центре парка перед зданием Музея истории ТуркВО, переименованного после 1991 года в Музей вооруженных сил Узбекистана, возвышался шестиметровый монумент «Защитнику южных рубежей» (установлен в 1973 году). Памятник работы скульпторов В. Артамонова и архитекторов Л. Адамова, А. Афанасьева и А. Морозова был выполнен из листовой меди техникой выколки. В 1991 году памятник был переименован в монумент «Защитнику Родины». На аллее перед монументом находились бюсты, символизирующие представителей разных родов войск.
В ноябре 2009 года монумент «Защитнику Родины» в Ташкенте был демонтирован.

## Монумент «Клятва Родине»
12 января 2010 года в обновлённом после реконструкции парке «Боевой славы» («Жасорат») был открыт новый монумент «Клятва Родине».
Монумент работы скульптора Равшана Миртаджиева (народного художника Узбекистана, автора известных памятников Гафуру Гуляму, Беруни, Кадыри, Каххару и Зульфие в Ташкенте, Бабуру в Андижане и Алишеру Навои в Москве), высотой 12 метров, представляет собой стоящую под флагом Узбекистана скульптуру коленопреклоненного солдата, присягающего на верности Родине. На стеле, стоящей позади скульптурной композиции, изображена молящаяся мусульманская женщина, олицетворяющая мать, благословляющая сына. Этот монумент по предложению президента Узбекистана Ислама Каримова, принимавшего участие в его открытии 12 января 2010 года, был назван «Клятва Родине».
Надпись на постаменте, выполненная латиницей на узбекском языке гласит, что в соответствии с указом Президента Узбекистана и Верховного главнокомандующего Вооруженными силами Республики Узбекистан Ислама Каримова от 6 сентября 1991 года была образована армия Узбекистана, а день 14 января в соответствии с законом от 29 декабря 1993 года провозглашён «Днем защитников Родины».
Все образцы военной техники: макет реактивного самолёта Миг-21, «Катюша», танк Т-34-85, БМП-2, самоходная установка СУ-100, а также образцы артиллерийской военной техники: пушки различных калибров полевой, армейской и противовоздушной артиллерии, пулеметные установки и т. п., состоявшие на вооружении Советской Армии, были демонтированы. Хотя посол Узбекистана в России Илхом Неъматов заявлял, что экспонаты отправлены на реставрацию к 65-летию Победы в Великой Отечественной войне и будут возвращены назад, но он своего слова не сдержал. Также был демонтирован танк ИС-3 во дворе штаба ТуркВО и самоходная гаубица у въезда в автомобильную часть, около штаба ТуркВО.